# Austral-Líneas-Aéreas-Flug 2553
Am 10. Oktober 1997 befand sich eine McDonnell Douglas DC-9-32 auf dem Austral-Líneas-Aéreas-Flug 2553 zwischen Posadas und Buenos Aires in Reiseflughöhe über Uruguay, bis es wegen einer zu geringen Fluggeschwindigkeit infolge einer Vereisung des Pitotrohrs zum Absturz des Flugzeugs kam. Alle 74 Insassen des Flugzeugs kamen ums Leben; es handelt sich somit um den bislang (August 2023) schwersten Flugunfall in Uruguay.

## Flugzeug
Das Flugzeug war eine 28 Jahre alte McDonnell Douglas DC-9-32 mit dem Luftfahrzeugkennzeichen LV-WEG, die mit zwei Pratt & Whitney JT8D-7B-Turbinen ausgestattet war und 56.854 Flugstunden absolviert hatte.

## Besatzung
Die Piloten waren der 40-jährige Kapitän Jorge Cecere und der ebenfalls 40-jährige Erste Offizier Horacio Nunez.

## Verlauf
Um 21:18 Uhr Ortszeit hob das Flugzeug vom Flughafen Posadas ab und stieg auf seine geplante Reiseflughöhe von 35.000 ft (10.670 m). In dieser Höhe herrschten eine Temperatur von −59 °C und Winde mit 80 km/h. Das Flugzeug kam vom Kurs ab und flog in das Fluginformationsgebiet Montevideo ein, ohne Funkkontakt aufgenommen zu haben. Um 22:04 Uhr geriet es in eine Zone mit Vereisungsverhältnissen. Drei Minuten später leitete der Erste Offizier ohne vorherige Freigabe einen Sinkflug ein. Währenddessen nahm der Kapitän mit dem Fluglotsen in Ezeiza (Argentinien) Funkkontakt auf und bat um eine Erlaubnis zum Sinkflug. Dieser antwortete, dass sich die Piloten im uruguayischen Luftraum befinden und deshalb den Fluglotsen in Montevideo (Uruguay) um Erlaubnis bitten müssen. Während des Sinkfluges beschwerte sich der Erste Offizier, dass seine Geschwindigkeitsanzeige nicht richtig funktioniere. Als das Flugzeug unter 30.000 ft (9150 m) sank, fuhr der Erste Offizier die Vorflügel aus, um den Auftrieb zu erhöhen. Die Geschwindigkeit überschritt jedoch die Belastungsgrenze, sodass Teile abbrachen und einen asymmetrischen Auftrieb verursachten. Die Piloten verloren die Kontrolle, das Flugzeug ging in einen unkontrollierbaren Sturzflug, schlug um 22:10 Uhr mit einer geschätzten Vertikalgeschwindigkeit von 1200 km/h und einer Vertikalneigung von 70° nach unten auf den Boden auf und hinterließ einen großen Krater. Alle 74 Insassen starben.

## Ursache
Die Ursache war ein Vereisen des Pitotrohrs (Geschwindigkeitsmessers) auf der Seite des Ersten Offiziers, wodurch statt der realen 800 km/h eine Geschwindigkeit von 300 km/h angezeigt wurde, was nahe der Strömungsabrissgeschwindigkeit liegt und dazu führte, dass der Erste Offizier die Vorflügel ausfuhr. Weil die Geschwindigkeit über der Belastungsgrenze der Vorflügel lag, rissen Teile davon ab und erzeugten einen asymmetrischen Auftrieb, was zum Sturzflug und Absturz führte.

## Ähnliche Ereignisse
- Northwest-Airlines-Flug 6231 mit einer Boeing 727 am 1. Dezember 1974
- Alas-Nacionales-Flug 301 mit einer Boeing 757 am 6. Februar 1996
- Aeroperú-Flug 603 mit einer Boeing 757 am 2. Oktober 1996
- Air-France-Flug 447 mit einem Airbus A330 am 1. Juni 2009
- Air-Algérie-Flug 5017 mit einer McDonnell Douglas MD-83 am 24. Juli 2014
- Saratov-Airlines-Flug 703 mit einer Antonov An-148 am 11. Februar 2018